# Раевка (Кемеровская область)
Раевка — деревня в Мариинском районе Кемеровской области. Входит в состав Кийского сельского поселения.

## География
Центральная часть населённого пункта расположена на высоте 140 метров над уровнем моря.

## Население
По данным Всероссийской переписи населения 2010 года, в деревне Раевка проживает 255 человек (120 мужчин, 135 женщин).